# 자연적 정의
자연적 정의(Natural Justice)란 영국의 법원리로서, 미국과 한국에서도 적법절차조항에 의해 헌법적 원리로 적용되고 있다.

## 내용
영국에서의 자연적 정의란 다음의 두가지를 내용으로 한다.
- 편견배제원칙(the principle of impartiality) : 누구든지 자기의 사건에 대한 심판관이 될 수 없다.
- 쌍방청문원칙 : 누구든지 청문없이 불이익을 당하지 않는다. 쌍방이 청문되어야 한다(Audi alteram partem, Both sides must be heard)

## 적법절차
영국에서 오랜 역사를 통하여 확립된 자연적 정의(Natural Justice)의 법리에 그 연원을 두고 있는 적법절차가 미국에 있어서는 지난 2세기 동안 판례와 학설을 통하여 꾸준히 발전해 오면서 국가권력의 전통적인 행사를 억제하여 개인의 권익을 보호하는 토대로서의 구실을 충실히 이행해 왔다. 한국은 1987년에 개정된 현행헌법 제12조에 미국의 적법절차를 명문화했다.

## 같이 보기
- 자연법 사상
- 적법절차
- 청문